# Masaki Aiba
Pour les articles homonymes, voir Masaki (homonymie).
Masaki Aiba (相葉 雅紀, Aiba Masaki), né le 24 décembre 1982 dans la préfecture de Chiba, est un chanteur, acteur et présentateur japonais. Avec Jun Matsumoto, Kazunari Ninomiya, Satoshi Ōno et Shō Sakurai, Aiba est un membre du groupe de J-pop Arashi faisant partie du label Johnny & Associates.

## Autres
- Aiba est fan du groupe TOKIO, un autre groupe de Johnny's Entertainment.
- Aiba a rejoint les Johnny's Jimusho pour deux raisons:
  - Il est un grand fan de Ken Miyake.
  - Il adore le basketball. Il avait vu à la télévision les idoles du groupe SMAP (autre groupe de Johnny's) jouer au basketball dans l'émission I love SMAP, il s'était alors dit qu'il pourrait jouer avec eux s'il joignait les Johnny's. Après avoir demandé des conseils à une camarade de sa classe, il remplit les formulaires pour rentrer dans la Johnny's Jimusho. C'est seulement au moment de passer l'audition qu'Aiba s'est rendu compte qu'il s'agissait d'entraîner des garçons à chanter et danser.
- Le 31 décembre 2020, le groupe Arashi prend une pause. Aiba continue ses activités solos et reprend l'émission VS Arashi (que tout le groupe présentait jusque là), sous le nom de VS Damashi.

## Carrière

### Émissions TV
1. Golden Rush Arashi (2007.10.20- )
2. 嵐の宿題君 (Arashi no Shukudai Kun) (2006.10.02–)
3. Odoroki no Arashi (2006.09.26)
4. Gの嵐! (G no Arashi!) (2005.10.05–2006.09.27)
5. まごまご嵐 (Mago Mago Arashi) (2005.04.09–2007.10.06)
6. 天才!志村どうぶつ園 (Tensai Shimura Doubutsuen)（日本テレビ系）
7. 嵐の技ありっ！ (Arashi no Waza-ari!) (2004.04.03–2005.03.26)
8. Dの嵐! (D no Arashi!) (2003.07.02–2005.09.28)
9. なまあらし (Nama Arashi) (2002.10.05–2004.03.27)
10. USO!ジャパン  (USO! Japan) (2001.04.14–2003.09.13)
11. Cの嵐! (C no Arashi!) (2002.07.03–2003.06.25)
12. 真夜中の嵐 (Mayonaka no Arashi) (2001.03.25–2002.06.26)
13. ガキバラ! (Gakibara!) (2001.01.15–03.10)
14. ガキバラ帝国2000! (Gakibara Teikoku 2000!) (2000.04.15–12.16)

### Émissions radio
1. 相葉雅紀のレコメンアラシリミックス (Aiba Masaki no Rekomen Arashi Remix)

### Dramas TV
| Diffusion               | Titre                                | Titre japonais                  | Rôle               | Genre                   | TV       | Note                                                |
| ----------------------- | ------------------------------------ | ------------------------------- | ------------------ | ----------------------- | -------- | --------------------------------------------------- |
| 18 Oct - 20 Déc 1997    | Bokura no Yuuki, Mimantoshi          | ぼくらの勇気 未満都市           | Akira              | Suspense, Mystère       | NTV      | Rôle secondaire                                     |
| 9 mai - 27 juin 1999    | Ppoi!                                | っポイ!                         | Kusaka Banri       | Comédie, Romance        | NTV      | Rôle principal                                      |
| 04 Juil - 26 Sept 1999  | Kowai Nichiyoubi, Chap.5 “Ugokasuna! | 怖い日曜日 第5話 「動かすなっ！ | Kowai Nichiyoubi   | Mystère                 | NTV      | Inconnu                                             |
| 11 au 29 octobre 1999   | V no Arashi                          | Vの嵐                           | Lui-même           | Sport                   | Fuji TV  | Premier drama avec tous les autres membres d'Arashi |
| 01 Avr - 30 juin 2001   | Mukodono                             | ムコ殿                          | Takeyama Ryo       | Famille                 | Fuji TV  | Rôle secondaire                                     |
| 18 Janv - 15 mars 2003  | Yoiko no Mikata                      | よい子の味方～新米保育士物語    | Mataki             | Scolaire                | NTV      | Guest - Episode 9                                   |
| 17 juin - 15 Juil 2003  | Engimono “Kuruugamama                | 演技者.「狂うがまま             | Kazuya             | Droit, Social           | Fuji TV  | Rôle principal                                      |
| 10 Oct - 12 Déc 2003    | Yankee Bokou ni Kaeru                | ヤンキー母校に帰る              | Yashiki Tetsuji    | Drame                   | TBS      | Rôle secondaire                                     |
| 1er août 2006           | Triple Kitchen SP                    | トリプルキッチン                | Eisaku Odazima     | Famille                 | TBS      | Rôle secondaire                                     |
| 30 Sept 2006            | Kuitan SP                            | 喰いタン                        | Inconnu            | Comédie                 | NTV      | Guest                                               |
| 9 Oct - 11 Déc 2009     | My Girl                              | マイガール                      | Kazama Masamune    | Famille                 | TV Asahi | Rôle principal                                      |
| 9 janvier 2010          | Saigo no Yakusoku                    | 最後の約束                      | Tanada Akira       | Drame, Suspense         | Fuji TV  | Second drama avec tous les autres membres d'Arashi  |
| 04 Fév - 1er avril 2011 | Bartender                            | バーテンダー                    | Sasakura Ryu       | Comédie, Drame          | TV Asahi | Rôle principal                                      |
| 14 Avr - 23 juin 2012   | Mikeneko Holmes no Suiri             | 三毛猫ホームズの推理            | Katayama Yoshitaro | Policier                | NTV      | Rôle principal                                      |
| 15 Janv - 26 mars 2013  | Last Hope                            | ラストホープ                    | Hatano Takumi      | Medical                 | Fuji TV  | Rôle principal                                      |
| 13 Avr - 15 juin 2015   | Yokoso, Wagaya e                     | ようこそ、わが家へ              | Kurata Kenta       | Famille, Suspense       | Fuji TV  | Rôle principal                                      |
| 12 Oct - 20 Nov 2018    | Sakanoue Animal Clinic Story         | 僕とシッポと神楽坂              | Tatsuya Koenji     | Drame, Famille, Travail | TV Asahi | Rôle principal                                      |

### Films
1. 新宿少年探偵団 (Shinjuku Shounen Tanteidan) (1998)
2. ピカ✩ンチ LIFE IS HARDだけどHAPPY (Pika✩nchi LIFE IS HARD Dakedo HAPPY)  (2002)
3. ピカ★★ンチ LIFE IS HARDだからHAPPY  (Pika★★nchi LIFE IS HARD Dakara HAPPY) (2004)
4. 黄色い涙 (Kiiroi Namida) (2007)
5. ピカ☆★☆ンチ LIFE IS HARD たぶんHAPPY (Pika☆★☆nchi LIFE IS HARD Tabun HAPPY) (2014)
6. MIRACLE デビクロくんの恋と魔法 (MIRACLE Debikuro kun no Koi to Mahou) (2014)

### Théâtre
1. 燕のいる駅 (Tsubame no iru eki) (2005.9.6–27)
2. STAND BY ME